# Xundian (köpinghuvudort i Kina, Hubei Sheng, lat 31,16, long 113,63)
Xundian är en köpinghuvudort i Kina. Den ligger i provinsen Hubei, i den centrala delen av landet, omkring 89 kilometer nordväst om provinshuvudstaden Wuhan. Antalet invånare är 40 338. Befolkningen består av 19 615 kvinnor och 20 723 män. Barn under 15 år utgör 11,0 %, vuxna 15-64 år 78 %, och äldre över 65 år 9,0 %.
Runt Xundian är det tätbefolkat, med 819 invånare per kvadratkilometer. Närmaste större samhälle är Anlu, 11,4 km norr om Xundian. Trakten runt Xundian består till största delen av jordbruksmark.
Genomsnittlig årsnederbörd är 1 301 millimeter. Den regnigaste månaden är juli, med i genomsnitt 192 mm nederbörd, och den torraste är december, med 15 mm nederbörd.